# کاواگوچی-نیگاتا
کاواگوچی-نیگاتا (به لاتین: Kawaguchi) یک منطقهٔ مسکونی در ژاپن است که در Kitauonuma District واقع شده‌است. کاواگوچی-نیگاتا ۴٬۸۰۱ نفر جمعیت دارد.